# Waljanzina Smirnowa
Waljanzina Wiktarauna Smirnowa (belarussisch Валянціна Віктараўна Смірнова, russisch Валентина Викторовна Смирнова Walentina Wiktorowna Smirnowa, englische Transkription Valentina Smirnova; * 28. März 1958 in Berasino, Weißrussische SSR, Sowjetunion) ist eine ehemalige sowjetische Radrennfahrerin und belarussische Radsporttrainerin.

## Sportliche Laufbahn
Smirnowa startete während ihrer aktiven Zeit als Radrennfahrerin für den Verein Dynamo Minsk. 1971 und 1972 wurde sie sowjetische Meisterin in der Mannschaftsverfolgung, 1974 in der Einerverfolgung. Höhepunkt ihrer Karriere war der Gewinn der Silbermedaille bei den Bahnradsport-Weltmeisterschaften 1974 in Montreal in der Einerverfolgung.
1976 beendete Smirnowa ihre Karriere als Radsportlerin, als sie schwanger wurde. Danach wurde sie Trainerin und war im Nachwuchsbereich ihres Heimatvereins tätig. Unter anderem war sie eine der ersten Trainerinnen der späteren Weltmeisterin Natallja Zylinskaja. Für ihre Leistungen erhielt Smirnowa die Auszeichnung Verdienter Trainer von Belarus.

## Erfolge
1970
- Sowjetische Meisterin – Mannschaftsverfolgung

1971
- Sowjetische Meisterin – Mannschaftsverfolgung

1974
- Weltmeisterschaften – Einerverfolgung
- Sowjetische Meisterin – Einerverfolgung